# 정읍 은선리와 도계리 고분군
정읍 은선리와 도계리 고분군(井邑 隱仙里와 道溪里 古墳群)은 대한민국 전북특별자치도 정읍시 영원면 은선리와 도계리에 있는 고분군이다. 1981년 4월 1일 전라북도의 기념물 제57호로 지정되었다가, 2018년 4월 26일 대한민국의 사적 제543호로 승격되었다.

## 개요
천태산 서쪽 기슭에 있는 백제의 굴식돌방무덤(황혈식석실분)이다.
10여기의 무덤들이 밀집되어 있는데 돌방(석실)은 깬돌과 판돌을 이용하여 직사각형으로 지었다. 유물은 일제시대에 거의 도굴되어 그 흔적을 찾아 볼 수 없으나, 무덤의 내부구조로 보아 백제 웅진시대 후기에서 사비시대에 걸쳐 형성된 것으로 보인다.
은선리 무덤들은 무덤의 축조방법과 구조가 다양하여, 백제 돌방무덤 연구에 중요한 자료가 되고 있다.

## 사적 지정사유
정읍 은선리와 도계리 고분군은 대규모 백제 고분군으로 전라북도 지역에서의 백제의 영역 확장을 보여주며, 백제 웅진기~사비기 횡혈식 석실분의 변화과정을 살펴볼 수 있어 역사적․학술적 가치가 높은 유적이다.

## 참고 자료
- 은선리고분군 - 국가유산청 국가유산포털